# Seedorf
För andra betydelser, se Seedorf (olika betydelser).
Seedorf är en ort och kommun i distriktet Seeland i kantonen Bern, Schweiz. Kommunen har 3 183 invånare (2023).
I kommunen ligger, förutom centralorten Seedorf, orterna Aspi bei Seedorf, Baggwil, Dampfwil, Frienisberg, Frieswil, Grissenberg, Lobsigen, Ruchwil och Wiler bei Seedorf.